# Santuario dei Lari
Il santuario dei Lari può essere identificato con il Sacellum Larum o Sacellum Larundae, uno dei quattro punti angolari - quello di nordovest - fra i quali fu tracciato il solco della Roma quadrata di Romolo.
Il Sacellum è stato recentemente identificato nel corso di scavi archeologici che hanno interessato l'area della Via Nova e della Domus Vestae. 
Gli altri punti angolari della Roma quadrata sono l'altare di Ercole (Ara maxima), l'ara di Conso (Ara Consi) e le Curiae veteres.